# Fels am Wagram
Fels am Wagram é um município da Áustria localizado no distrito de Tulln, no estado de Baixa Áustria.